# 大阪府立泉南支援学校
大阪府立泉南支援学校（おおさかふりつ せんなんしえんがっこう）は、大阪府泉南市信達牧野にある特別支援学校。

## 概要
知的障害のある児童・生徒を主な支援教育対象とし、小学部・中学部・高等部を設置する。同じ敷地内に大阪府立すながわ高等支援学校を併設している。

## 沿革
前身は2010年に設置された大阪府立佐野支援学校砂川校である。大阪府立砂川厚生福祉センターの一角に開校した。
2013年に現在地へ移転。翌2014年に大阪府立泉南支援学校として独立開校し、同時に大阪府立すながわ高等支援学校も開校した。
年表
- 2010年4月1日 - 大阪府立砂川厚生福祉センター内に大阪府立佐野支援学校砂川校を設置。
- 2013年4月1日 - 大阪府立砂川高等学校跡地（現在地）に移転。同時に中学部を設置。
- 2014年1月1日 - 大阪府の条例により大阪府立泉南支援学校を設置。
- 2014年4月1日 - 大阪府立泉南支援学校として独立開校。同時に大阪府立すながわ高等支援学校も開校。

## 学区
- 泉南市
- 阪南市
- 田尻町
- 岬町
- 泉佐野市
- 熊取町

## 交通
- 阪和線 和泉砂川駅 南へ600m
- 南海本線 樽井駅 泉南市コミュニティバス「府立支援学校」下車してすぐ